# Liste von Terroranschlägen in Burkina Faso
Die Liste von Terroranschlägen in Burkina Faso beinhaltet eine Übersicht über in Burkina Faso verübte Terroranschläge.

## Erläuterung
In der Spalte Politische Ausrichtung ist die politische bzw. weltanschauliche Einordnung der Täter angegeben: faschistisch, rassistisch, nationalistisch, nationalsozialistisch, sozialistisch, kommunistisch, antiimperialistisch, islamistisch (schiitisch, sunnitisch, deobandisch, salafistisch, wahhabitisch), hinduistisch. Bei vorrangig auf staatliche Unabhängigkeit oder Autonomie zielender Ausrichtung ist autonomistisch vorangestellt, gefolgt von der Region oder der Volksgruppe und ggf. weiteren Merkmalen der Täter: armenisch, irisch (katholisch), kurdisch, tirolisch, tschetschenisch, dagestanisch, punjabisch (sikhistisch), palästinensisch.
Die Opferzahlen der Anschläge werden farbig dargestellt:

Die Zahl bei den Anschlägen getöteter/verletzter Täter ist in Klammern ( ) gesetzt.

## 2015–2018
| Datum/Beginn       | Ort               | Artikel/Nachweis  | Täter               | Politische Ausrichtung                    | Mittel                                                          | Ziel                                         | Tote    | Verletzte | Hintergrund                   |
| ------------------ | ----------------- | ----------------- | ------------------- | ----------------------------------------- | --------------------------------------------------------------- | -------------------------------------------- | ------- | --------- | ----------------------------- |
| 17. September 2015 | Ouagadougou       | [ 1 ]             |                     |                                           | Putschversuch, Schusswaffen, Geiselnahme                        | Kabinettstreffen                             | 10      | 123       | Aufstand im Maghreb seit 2002 |
| 15. Januar 2016    | Ouagadougou       | [ 2 ] [ 3 ] [ 4 ] | al-Qaida im Maghreb | salafistisch, wahhabitisch                | Sturmgewehre, Granaten, Sprengsätze, Brandstiftung, Geiselnahme | 2 Hotels, Café, Zivilisten                   | 30 (+4) | 33        | Aufstand im Maghreb seit 2002 |
| 13. August 2017    | Ouagadougou       | [ 5 ]             |                     |                                           | Sturmgewehre                                                    | Restaurant, Polizisten, Zivilisten           | 19 (+2) | 21        | Aufstand im Maghreb seit 2002 |
| 02. März 2018      | Ouagadougou       | [ 6 ] [ 7 ] [ 8 ] | JNIM                | salafistisch, islamistisch, anti-westlich | Selbstmordattentäter mit Autobombe, Sturmgewehre, Granaten      | Französische Botschaft, Militärhauptquartier | 8 (+8)  | 85        | Aufstand im Maghreb seit 2002 |
| 27. Dezember 2018  | Boucle du Mouhoun | [ 9 ]             | JNIM                | salafistisch, islamistisch, anti-westlich | Sprengstoff                                                     | Polizeikonvoi                                | 10      | 3         | Aufstand im Maghreb seit 2002 |

## 2019
| Datum/Beginn       | Ort           | Artikel/Nachweis     | Täter                            | Politische Ausrichtung                                 | Mittel                                           | Ziel                                       | Tote     | Verletzte | Hintergrund                   |
| ------------------ | ------------- | -------------------- | -------------------------------- | ------------------------------------------------------ | ------------------------------------------------ | ------------------------------------------ | -------- | --------- | ----------------------------- |
| 01. Januar 2019    | Barsalogho    | [ 10 ] [ 11 ] [ 12 ] | Mossi-Extremisten, Dschihadisten |                                                        | Schusswaffen, Brandstiftung                      | Markt, Dorf                                | 49       |           | Aufstand im Maghreb seit 2002 |
| 03. April 2019     | Aribinda      | [ 13 ] [ 14 ]        |                                  |                                                        | Schusswaffen, Entführung                         | Dorf                                       | 62       | 0         | Aufstand im Maghreb seit 2002 |
| 19. August 2019    | Koutougou     | [ 15 ] [ 16 ]        | JNIM, Boko Haram                 | salafistisch, antiwestlich; wahhabitisch, islamistisch | Schusswaffen                                     | Militärstützpunkt, Soldaten                | 24       | 7         | Aufstand im Maghreb seit 2002 |
| 08. September 2019 | Centre-Nord   | [ 17 ] [ 18 ] [ 19 ] |                                  |                                                        | Sprengsatz, Schusswaffen                         | Fahrzeug, Lebensmittelkonvoi, Zivilisten   | 29       | 6         | Aufstand im Maghreb seit 2002 |
| 04. Oktober 2019   | Aribinda      | [ 20 ] [ 21 ]        | Ansar ul Islam, vermutlich JNIM  | salafistisch; islamistisch, anti-westlich              | Schusswaffen                                     | Goldmine                                   | 20       |           | Aufstand im Maghreb seit 2002 |
| 06. November 2019  | Fada N’Gourma | [ 22 ] [ 23 ]        | IS                               | salafistisch, wahhabitisch                             | Landmine, Schusswaffen                           | Buskonvoi, Minenarbeiter, Militärfahrzeuge | 37+      | 64        | Aufstand im Maghreb seit 2002 |
| 24. Dezember 2019  | Aribinda      | [ 24 ] [ 25 ] [ 26 ] | IS                               | salafistisch, wahhabitisch                             | Selbstmordattentäter mit Autobombe, Schusswaffen | Militärstützpunkt, Dorf, Soldaten          | 35 (+80) | 26        | Aufstand im Maghreb seit 2002 |

## 2020
| Datum/Beginn     | Ort           | Artikel/Nachweis     | Täter                   | Politische Ausrichtung     | Mittel                      | Ziel                           | Tote | Verletzte | Hintergrund                   |
| ---------------- | ------------- | -------------------- | ----------------------- | -------------------------- | --------------------------- | ------------------------------ | ---- | --------- | ----------------------------- |
| 17. Januar 2020  | Centre-Nord   | [ 27 ]               | Muslimische Extremisten |                            | Schusswaffen                | Dorf                           | 20   |           | Aufstand im Maghreb seit 2002 |
| 20. Januar 2020  | Centre-Nord   | [ 28 ] [ 29 ]        | Muslimische Extremisten |                            | Schusswaffen, Brandstiftung | Markt, Zivilisten              | 36   | 3         | Aufstand im Maghreb seit 2002 |
| 25. Januar 2020  | Sahel         | [ 30 ]               | IS                      | salafistisch, wahhabitisch | Exekution                   | Markt, Zivilisten              | 36   | 0         | Aufstand im Maghreb seit 2002 |
| 16. Februar 2020 | Yagha         | [ 31 ] [ 32 ]        | Islamisten              | islamistisch               | Schusswaffen, Entführung    | Kirche                         | 24   | 18        | Aufstand im Maghreb seit 2002 |
| 08. März 2020    | Nord          | [ 33 ] [ 34 ]        | Koglweogo               |                            | Schusswaffen, Brandstiftung | Dörfer                         | 43   | 6         | Aufstand im Maghreb seit 2002 |
| 30. Mai 2020     | Kompienga     | [ 35 ] [ 36 ]        | Islamisten              | islamistisch               | Schusswaffen                | Viehmarkt                      | 35   |           | Aufstand im Maghreb seit 2002 |
| 30. Mai 2020     |               | [ 35 ] [ 37 ]        | Islamisten              | islamistisch               | Schusswaffen                | Hilfskonvoi, Militärpolizisten | 13   | 40        | Aufstand im Maghreb seit 2002 |
| 07. August 2020  | Fada N’Gourma | [ 38 ] [ 39 ]        |                         |                            | Schusswaffen                | Viehmarkt                      | 20   |           | Aufstand im Maghreb seit 2002 |
| 04. Oktober 2020 | Centre-Nord   | [ 40 ]               | Muslimische Extremisten |                            | Schusswaffen, Entführung    | Flüchtlingskonvoi              | 25   | 0         | Aufstand im Maghreb seit 2002 |
| 14. Oktober 2020 | Sahel         | [ 41 ] [ 42 ] [ 43 ] | Muslimische Extremisten |                            | Schusswaffen                | Dörfer                         | 20   |           | Aufstand im Maghreb seit 2002 |

## 2021
| Datum/Beginn      | Ort      | Artikel/Nachweis                | Täter                 | Politische Ausrichtung | Mittel                      | Ziel                                           | Tote      | Verletzte | Hintergrund                   |
| ----------------- | -------- | ------------------------------- | --------------------- | ---------------------- | --------------------------- | ---------------------------------------------- | --------- | --------- | ----------------------------- |
| 03. Mai 2021      | Foutouri | [ 44 ] [ 45 ]                   | vermutlich Islamisten | islamistisch           | Schusswaffen, Brandstiftung | Dorf                                           | 30        | 20        | Aufstand im Maghreb seit 2002 |
| 04. Juni 2021     | Yagha    | Massaker in Solhan und Tadaryat |                       |                        | Brandstiftung               | Dörfer                                         | 146       |           | Aufstand im Maghreb seit 2002 |
| 04. August 2021   | Oudalan  | [ 47 ]                          |                       |                        | Brandstiftung               | Dörfer, Zivilisten, Soldaten, Milizionäre      | 30 (+10+) |           | Aufstand im Maghreb seit 2002 |
| 18. August 2021   | Sahel    | [ 48 ]                          | Islamisten            | islamistisch           | Schusswaffen                | Konvoi, Polizisten, Milizionäre, Zivilisten    | 47 (+58)  | 30        | Aufstand im Maghreb seit 2002 |
| 15. November 2021 | Soum     | [ 49 ] [ 50 ]                   |                       |                        | Schusswaffen                | Gendarmerieaußenposten, Polizisten, Zivilisten | 32        |           | Aufstand im Maghreb seit 2002 |

## 2022
| Datum/Beginn       | Ort                | Artikel/Nachweis     | Täter                 | Politische Ausrichtung     | Mittel                              | Ziel                                      | Tote     | Verletzte | Hintergrund                             |
| ------------------ | ------------------ | -------------------- | --------------------- | -------------------------- | ----------------------------------- | ----------------------------------------- | -------- | --------- | --------------------------------------- |
| 08. April 2022     | Namissiguima       | [ 51 ]               |                       |                            |                                     | Militärstützpunkt, Soldaten, Milizionäre  | 12       | 21        | Aufstand im Maghreb seit 2002           |
| 24. April 2022     | Soum               | [ 52 ]               | Islamisten            | islamistisch               | Selbstmordattentäter mit Autobomben | Militärstützpunkte, Soldaten, Zivilisten  | 15       | 30        | Aufstand im Maghreb seit 2002           |
| 14. Mai 2022       | Kompienga, Oudalan | [ 53 ] [ 54 ] [ 55 ] | vermutlich Islamisten | islamistisch               | Schusswaffen                        | Konvoi, VDP-Milizionäre, Zivilisten, Dorf | 44       |           | Aufstand im Maghreb seit 2002           |
| 19. Mai 2022       | Madjoari           | [ 56 ]               | Islamisten            | islamistisch               | Schusswaffen                        | Militärstützpunkt                         | 11 (+15) | ~24       | Aufstand im Maghreb seit 2002           |
| 25. Mai 2022       | Madjoari           | [ 57 ]               | vermutlich Islamisten | islamistisch               | Schusswaffen                        | Zivilisten                                | 50+      |           | Aufstand im Maghreb seit 2002           |
| 04. Juli 2022      | Kossi              | [ 58 ]               |                       |                            |                                     | Zivilisten                                | 22       |           | Aufstand im Maghreb seit 2002           |
| 03. September 2022 | Soum               | [ 59 ]               | al-Shabaab            | wahhabitisch, islamistisch | Sprengsatz                          | Militärkonvoi, Zivilisten                 | 35       | 37        | Aufstand im Maghreb seit 2002           |
| 24. Oktober 2022   | Soum               | [ 60 ]               | vermutlich Islamisten | islamistisch               | Schusswaffen                        | Militärstützpunkt                         | 28 (+18) | 50        | Islamistischer Aufstand in Burkina Faso |

## 2023
| Datum/Beginn     | Ort               | Artikel/Nachweis | Täter          | Politische Ausrichtung | Mittel        | Ziel                        | Tote      | Verletzte | Hintergrund                             |
| ---------------- | ----------------- | ---------------- | -------------- | ---------------------- | ------------- | --------------------------- | --------- | --------- | --------------------------------------- |
| 03. Januar 2023  | Nouna             | [ 61 ]           | vermutlich VDP |                        | Schusswaffen  | Zivilisten                  | 28        | 0         | Aufstand im Maghreb seit 2002           |
| 17. Februar 2023 | Oudalan           | [ 62 ]           | Islamisten     | islamistisch           |               | Militärkonvoi               | 51 (+160) | 3         | Islamistischer Aufstand in Burkina Faso |
| 06. April 2023   | Sahel             | [ 63 ]           |                |                        |               | Dörfer                      | 44        |           | Islamistischer Aufstand in Burkina Faso |
| 16. April 2023   | Yatenga           | [ 64 ]           |                |                        |               | Soldaten, VDP-Milizionäre   | 40        | 33        | Islamistischer Aufstand in Burkina Faso |
| 27. April 2023   | Est               | [ 65 ]           |                |                        |               | Militärstützpunkt, Soldaten | 33 (+40)  | 12        | Islamistischer Aufstand in Burkina Faso |
| 11. Mai 2023     | Boucle du Mouhoun | [ 66 ]           |                |                        | Brandstiftung | Gemüsebauern                | 33        | 3         | Islamistischer Aufstand in Burkina Faso |

## 2024
| Datum/Beginn     | Ort                         | Artikel/Nachweis | Täter                                    | Politische Ausrichtung | Mittel       | Ziel                             | Tote | Verletzte | Hintergrund                             |
| ---------------- | --------------------------- | ---------------- | ---------------------------------------- | ---------------------- | ------------ | -------------------------------- | ---- | --------- | --------------------------------------- |
| 25. Februar 2024 | Oudalan, nahe Fada N’Gourma | [ 67 ] [ 68 ]    |                                          |                        | Schusswaffen | Kirche, Moschee, VDP-Milizionäre | 39+  | 2+        | Aufstand im Maghreb seit 2002           |
| 24. August 2024  | Barsalogho                  | [ 69 ] [ 70 ]    | Dschamāʿat Nusrat al-Islām wa-l-Muslimīn | islamistisch           | Schusswaffen | Dorf, Zivilisten                 | 200+ | 100–300+  | Islamistischer Aufstand in Burkina Faso |